# Toni Finsterbusch
Toni Finsterbusch (Lipsia, 14 giugno 1993) è un pilota motociclistico tedesco.

## Carriera
Comincia a correre in moto all'età di sette anni, vincendo il titolo di motocross 50 due volte di fila. Passato alle corse su asfalto, tra il 2005 e il 2007 partecipa ad altre competizioni nazionali, come la MZ Youngster Cup e la ADAC Junior Cup. Nel 2008 esordisce nella IDM, campionato nazionale tedesco, in cui termina nono nella categoria 125 nel 2009, secondo nel 2010 e decimo nel 2011. Nel 2009 inoltre si classifica quattordicesimo nel Campionato Europeo Velocità svoltosi in gara unica ad Albacete, migliora la stagione successiva chiudendo nono.
Nel 2009 esordisce nella classe 125 del motomondiale, correndo in qualità di wildcard il Gran Premio casalingo. Nel 2010 corre, sempre come wildcard, i Gran Premi di Olanda e Germania a bordo di una KTM. Nel 2011 corre, ancora come wildcard, il Gran Premio casalingo, sempre con una KTM, ottenendo 4 punti. Nel 2012 diventa pilota titolare in Moto3, ingaggiato dal team Cresto Guide MZ Racing, che gli affida una Honda. Ottiene come miglior risultato un undicesimo posto in Germania e termina la stagione al 30º posto con 7 punti. In questa stagione è costretto a saltare i Gran Premi di Francia e Catalogna per la frattura della clavicola destra rimediata nelle qualifiche del GP di Francia.
Nel 2013 passa al team Kiefer Racing che gli affida una Kalex KTM; il compagno di squadra è Florian Alt. Non ottiene punti. Nel 2014 partecipa al campionato Europeo Velocità, chiudendo la stagione al diciannovesimo posto. Nel 2015 partecipa alle ultime quattro gare del campionato europeo Superstock 600 in sella ad una Kawasaki ZX-6R del team Go Eleven. Raccoglie cinque punti che gli consentono di chiudere 27º in classifica nell'ultima edizione di questo campionato.
Nel 2016 diventa pilota titolare nella Superstock 1000 FIM Cup, il team BCC-Racing gli affida una Yamaha YZF-R1. A partire dalla seconda gara stagionale, sul circuito di Assen, pur rimanendo nello stesso team, cambia moto, passando alla Kawasaki ZX-10R. Chiude la stagione al 37º posto con un punto ottenuto, nel Gran Premio di casa al Lausitzring. Nel 2017 è pilota titolare nel campionato europeo Superstock 1000 alla guida di una Kawasaki ZX-10R del team Agro On-Benjan-Kawasaki. I compagni di squadra in questa stagione sono l'australiano Glenn Scott e l'olandese Wayne Tessels. Chiude la stagione al ventesimo posto in classifica piloti con nove punti ottenuti.
Nelle annate successive gareggia in varie categorie del Campionato tedesco Velocità dove nel 2024 si classifica terzo in Superbike, ottenendo punti in tutte le gare previste.

## Risultati nel motomondiale
| 2009 | Classe | Moto  |  |  |  |  |  |  |  |    |    |  |  |  |  |  |  |  |  |  | Punti | Pos. |
| ---- | ------ | ----- |  |  |  |  |  |  |  | -- | -- |  |  |  |  |  |  |  |  |  | ----- | ---- |
| 2009 | 125    | Honda |  |  |  |  |  |  |  | NE | 21 |  |  |  |  |  |  |  |  |  | 0     |      |

| 2010 | Classe | Moto |  |  |  |  |  |    |  |     |    |  |  |  |  |  |  |  |  |  | Punti | Pos. |
| ---- | ------ | ---- |  |  |  |  |  | -- |  | --- | -- |  |  |  |  |  |  |  |  |  | ----- | ---- |
| 2010 | 125    | KTM  |  |  |  |  |  | 20 |  | Rit | NE |  |  |  |  |  |  |  |  |  | 0     |      |

| 2011 | Classe | Moto |  |  |  |  |  |  |  |  |    |    |  |  |  |  |  |  |  |  | Punti | Pos. |
| ---- | ------ | ---- |  |  |  |  |  |  |  |  | -- | -- |  |  |  |  |  |  |  |  | ----- | ---- |
| 2011 | 125    | KTM  |  |  |  |  |  |  |  |  | 12 | NE |  |  |  |  |  |  |  |  | 4     | 29º  |

| 2012 | Classe | Moto  |    |     |    |    |     |    |    |    |    |    |    |     |    |    |     |    |     |     | Punti | Pos. |
| ---- | ------ | ----- | -- | --- | -- | -- | --- | -- | -- | -- | -- | -- | -- | --- | -- | -- | --- | -- | --- | --- | ----- | ---- |
| 2012 | Moto3  | Honda | 23 | Rit | 21 | NP | Inf | 19 | 14 | 11 | 18 | NE | 16 | Rit | 18 | 18 | Rit | 23 | Rit | Rit | 7     | 30º  |

| 2013 | Classe | Moto      |    |     |     |    |    |     |    |    |    |     |    |    |    |     |     |    |    |    | Punti | Pos. |
| ---- | ------ | --------- | -- | --- | --- | -- | -- | --- | -- | -- | -- | --- | -- | -- | -- | --- | --- | -- | -- | -- | ----- | ---- |
| 2013 | Moto3  | Kalex KTM | 19 | Rit | Rit | 18 | 21 | Rit | 24 | 21 | NE | Rit | 25 | 21 | 26 | Rit | Rit | 23 | 21 | 24 | 0     |      |

| Legenda | 1º posto        | 2º posto            | 3º posto            | A punti      | Senza punti        | Grassetto – Pole position Corsivo – Giro più veloce |
| Legenda | Gara non valida | Non qual./Non part. | Ritirato/Non class. | Squalificato | '-' Dato non disp. | Grassetto – Pole position Corsivo – Giro più veloce |